# Груничев, Сергей Вячеславович
Сергей Вячеславович Груничев (9 марта 1963, Ставрополь, СССР) — советский футболист. Нападающий, полузащитник.

## Карьера
Начал заниматься футболом с 7 лет. Воспитанник группы подготовки команды «Динамо» (Ставрополь). Тренеры — Анатолий Владимирович Александровский, Вячеслав Михайлович Токарев. По окончании школы попал в основную команду «Динамо». Начал выступления за дубль, в 1981 году перешёл в первую команду, за которую в том году сыграл 13 матчей. С 1982 года стал основным игроком «Динамо».
В 1988 году был приглашен в состав чемпиона СССР «Спартак» (Москва), который тренировал Константин Бесков. За «Спартак» сыграл в четырёх играх чемпионата и одной игре в Кубке СССР. В 1989 году по семейным причинам вернулся в Ставрополь.
7 июня 1991 года в гостевой игре с командой «Котайк» (6:1) получил тройной перелом. Вернулся на поле 7 марта 1993 года.
В сезоне 1994 года Груничев чаще находился на скамейке запасных. 27 июля в матче со «Спартаком» Владикавказ (2:3) забил последний гол за «Динамо». 29 июня 1995 года провёл последний матч на профессиональном уровне.
С 1995 по 1997 год выступал на любительском уровне за команды из Ставропольского, Краснодарского краёв и Ростовской области.
В 1999 году уехал в США.